# Devery Henderson
Devery Vaughn Henderson, Jr. (26 de março de 1982, Lafayette, Luisiana) é um ex jogador de futebol americano que jogava como wide receiver na National Football League. Ele foi draftado pelo New Orleans Saints na segunda rodada do Draft de 2004 da NFL e permaneceu neste time até sua aposentadoria. Ele jogou futebol americano universitário pela Louisiana State University.

## New Orleans Saints
Em 5 de novembro de 2006, Devery teve uma das melhores partidas da carreira contra o Tampa Bay Buccaneers, quando ele fez 3 recepções para 111 jardas e pegou 2 touchdowns. Henderson também fez 158 jardas em 5 recepções, incluindo um touchdown de 76 jardas, contra o Atlanta Falcons em 26 de novembro de 2006. Em 10 de dezembro, Henderson recebeu dois passes de Drew Brees para 92 jardas e anotou um touchdown, quando os Saints derrotaram o Dallas Cowboys por 42 a 17 no Sunday Night Football da NBC.
Em 2 de março de 2009, Henderson renovou seu contrato com os Saints. O time então foi para o Super Bowl naquele ano e Henderson fez 7 recepções para 63 jardas quando o Saints derrotou o Indianapolis Colts no Super Bowl XLIV.
Em 2012, o time resolveu dispensa-lo.